# 国本陸
国本 陸（くにもと りく、1997年5月22日 - ）は、日本のプロボクサー。大阪府大阪市生野区出身。第62代日本ミドル級王者。現WBOアジア太平洋ミドル級王者。六島ボクシングジム所属。

## 来歴
興國高校時代、インターハイに出場したことがある。
2018年8月11日のプロデビュー戦は判定勝ち。
その後2019年4月5日、後楽園ホールに初登場。日本ミドル級4位の福本祥馬と同級8回戦を行い、6回3分9秒KO勝ち。同年のチャンピオンカーニバル最強挑戦者決定戦で出場者が国本のみのため、不戦勝で日本王座への挑戦権を獲得した。
2021年5月19日、後楽園ホールで日本ミドル級王者の竹迫司登と日本同級タイトルマッチを行うも、プロ初黒星となる初回2分46秒KO負けを喫し、王座獲得に失敗した。
そして2022年4月17日、住吉区民センターで日本ミドル級2位酒井幹生と日本ミドル級王座決定戦を行い、10回3-0（97-93、98-92×2）判定勝ちを収めて日本王座獲得に成功。
2022年12月18日、住吉区民センターで日本ミドル級1位ワチュク・ナァツと日本同級タイトルマッチを行い、10回3-0（96-94、97-93×2）の判定勝ちを収めて日本王座初防衛に成功。
2023年8月5日、住吉区民センターで日本ミドル級1位酒井幹生と日本同級タイトルマッチで1年4ヶ月ぶりに再戦し、10回3-0（97-93×3）の判定勝ちを収め日本王座2度目の防衛に成功。
2023年12月17日、住吉区民センターでWBOアジア太平洋ミドル級11位および日本同級5位の中田勝浩とWBOアジア太平洋同級王座決定戦を行い、9回1分25秒TKO勝ちを収め王座獲得に成功、日本王座と並ぶミドル級2冠王者となった。本来はメインイベントとして行われる予定だったが、同日に神戸市にて行われた別のWBOアジア太平洋王座戦の重複を避けるため前座の4回戦より早い第1試合として繰り上げて行われることとなった。
2024年3月31日、名古屋国際会議場イベントホールで日本ミドル級1位およびWBOアジア太平洋同級15位の可兒栄樹とWBOアジア太平洋・日本同級タイトルマッチを行い、6回1分53秒TKO勝ちを収めWBOアジア太平洋王座初防衛と日本王座3度目の防衛に成功した。当初はマッチルーム・ボクシングと3150FIGHTの合同興行として開催予定だったプライズファイターミドル級トーナメント準々決勝および日本同級タイトルマッチとして行われる予定だったが、提携を結んでいた楽天チケットの事業計画見直しで延期されたため、日本王座とWBOアジアパシフィック王座の2冠タイトルマッチに変更された。
2024年7月15日、大和アリーナで延期となったプライズファイターミドル級トーナメント準々決勝として可兒栄樹とダイレクトリマッチならびにノンタイトルで再戦し、5回1分6秒TKO勝ちを収め準決勝へ進出した。
2024年12月15日、住吉スポーツセンターでWBOアジア太平洋ミドル級2位の竹迫司登とWBOアジアパシフィックミドル級タイトルマッチで3年ぶりに再戦し、1回2分39秒TKO勝ちを収めWBOアジアパシフィック王座2度目の防衛に成功、3年前に初黒星を与えた雪辱を果たした。
2025年2月6日、同年4月にカザフスタンにてIBF・WBO世界ミドル級統一王者のジャニベク・アリムハヌリへの挑戦が内定していたが、別の挑戦者との対戦が内定したため消滅したことが明かされた。
2025年4月13日、住吉区民センターで日本ミドル級1位の京原和輝と日本同級タイトルマッチを行い、2回2分29秒KO勝ちを収め日本王座4度目の防衛に成功した。

## 戦績
- プロボクシング - 15戦14勝（8KO）1敗

| 戦           | 日付           | 勝敗 | 時間    | 内容    | 対戦相手                         | 国籍           | 備考                                           |
| ------------ | -------------- | ---- | ------- | ------- | -------------------------------- | -------------- | ---------------------------------------------- |
| 1            | 2018年8月11日  | ☆    | 6R      | 判定3-0 | 權京郁                           | 韓国           | プロデビュー戦                                 |
| 2            | 2018年9月29日  | ☆    | 6R      | 判定3-0 | 張華望                           | 中国           |                                                |
| 3            | 2018年12月24日 | ☆    | 1R 1:50 | TKO     | 甲斐斗志広（宮崎ワールド）       | 日本           |                                                |
| 4            | 2019年4月5日   | ☆    | 6R 3:09 | KO      | 福本祥馬（角海老宝石）           | 日本           | 2019年度日本ミドル級最強挑戦者決定戦           |
| 5            | 2021年5月1日   | ★    | 1R 2:46 | KO      | 竹迫司登（ワールドスポーツ）     | 日本           | 日本ミドル級タイトルマッチ                     |
| 6            | 2021年12月19日 | ☆    | 6R      | 判定3-0 | 京原和輝（久留米櫛間＆別府優樹） | 日本           |                                                |
| 7            | 2022年4月17日  | ☆    | 10R     | 判定3-0 | 酒井幹生（角海老宝石）           | 日本           | 日本ミドル級王座決定戦                         |
| 8            | 2022年12月18日 | ☆    | 10R     | 判定3-0 | ワチュク・ナァツ（マーベラス）   | 日本           | 日本王座防衛1                                  |
| 9            | 2023年4月16日  | ☆    | 3R 1:59 | TKO     | キム・ドハ                       | 韓国           |                                                |
| 10           | 2023年8月5日   | ☆    | 10R     | 判定3-0 | 酒井幹生（角海老宝石）           | 日本           | 日本王座防衛2                                  |
| 11           | 2023年12月17日 | ☆    | 9R 1:25 | TKO     | 中田勝浩（井岡弘樹）             | 日本           | WBOアジア太平洋ミドル級王座決定戦              |
| 12           | 2024年3月31日  | ☆    | 6R 1:53 | TKO     | 可兒栄樹（T&T）                  | 日本           | WBOアジア太平洋防衛1・日本王座防衛3            |
| 13           | 2024年7月15日  | ☆    | 5R 1:06 | TKO     | 可兒栄樹（T&T）                  | 日本           | プライズファイターミドル級トーナメント準々決勝 |
| 14           | 2024年12月15日 | ☆    | 1R 2:39 | TKO     | 竹迫司登（ワールドスポーツ）     | 日本           | WBOアジア太平洋防衛2                           |
| 15           | 2025年4月13日  | ☆    | 2R 2:29 | KO      | 京原和輝（博多協栄）             | 日本           | 日本王座防衛4                                  |
| 16           | 2025年10月5日  |      |         |         | イエ・ヌリ                       | ウズベキスタン | OPBFミドル級王座決定戦                         |
| テンプレート |                |      |         |         |                                  |                |                                                |

## 獲得タイトル
- 2019年度日本ミドル級最強挑戦者
- 第62代日本ミドル級王座（防衛4）
- WBOアジア太平洋ミドル級王座（防衛2）